# Ami bladesi
Ami bladesi là một loài nhện trong họ Theraphosidae.
Loài này thuộc chi Ami. Ami bladesi được miêu tả năm 2008 bởi Pérez-Miles, Gabriel & Gallon.